# Simfonia núm. 9 (Dvořák)
La simfonia núm. 9 en mi menor, op. 95, també coneguda com a simfonia del Nou Món va ser composta per Antonín Dvorák l'any 1893 durant la seva visita als Estats Units. És la seva simfonia més famosa i una de les més populars del repertori modern.
El juny de 1891, Jeanette Thurber, fundadora del Conservatori Nacional de Música de Nova York, va oferir a Dvorák la direcció d'aquest centre en condicions molt favorables. L'estada del compositor als Estats Units es va prolongar del 1892 fins al 1895. Dvorák va compondre aquesta obra entre el 10 de gener i el 24 de maig de 1893 i es va estrenar el 15 de desembre de 1893 al Carnegie Hall de Nova York, amb l'Orquestra Filharmònica de Nova York sota la direcció d'Anton Seidl.
Com és habitual a les simfonies d'aquesta època, l'obra consta de quatre moviments:
1. Adagio – Allegro molto
2. Largo
3. Scherzo: Molto Vivace – Poco sostenuto
4. Allegro con fuoco'

## Anàlisi
S'ha escrit molt sobre les influències musicals americanes d'aquesta obra. El cert és que mentre va exercir les seves activitats professionals al Conservatori de Nova York, es va familiaritzar amb els cants i els balls dels negres i amerindis dels Estats Units, demostrant per ells un gran interès.
Vet aquí l'explicació del mateix Dvorák:
| « | No he utilitzat cap d'aquestes melodies. Només he escrit temes propis, als que he incorporat les peculiaritats de la música índia, i des del moment en què vaig escollir aquests temes, els he desenvolupat amb totes les aportacions modernes pel que fa a ritme, harmonització, disseny contrapuntístic i colorit orquestral. | » |

Entre les peculiaritats esmentades per Dvořák es troben l'escala pentatònica, o els girs pentatònics en la melodia, així com una vistosa utilització de la setena eòlica o mixolidia. En l'aspecte rítmic, el ritme llombard és emprat amb major freqüència que en altres composicions. D'altra banda, la simfonia presenta totes les particularitats de l'estil de l'autor. La fantasia musical de Dvořák crea, sobretot, melodies plàstiques i orgànicament fluides. La melodia, exuberant, és recolzada decisivament per la ressonància orquestral. En la tècnica orquestral, Dvořák es diferencia amb claredat de Brahms, amb qui, d'altra banda, tantes coses té en comú. La seva frase orquestral recorda les partitures de Wagner i Liszt, sobretot quan dominen els instruments de vent. A les últimes obres, i al costat de fragments totalment instrumentats, es troben cada vegada amb major assiduïtat passatges d'una transparència musical de cambra –per exemple, en el segon moviment, Adagio, de la vuitena simfonia–.
Aquesta tendència de l'estil orquestral de Dvořák anuncia ja la diferent forma d'instrumentació de Mahler i de Richard Strauss, a les obres del qual l'orquestra simfònica, que adquireix grans proporcions, s'ocupa no tant per augmentar la força com el colorit sonor. En les simfonies de Dvořák, el ritme es combina amb les més diverses formes de moviments i classes d'expressió: l'escala s'estén des de la lenta marxa fúnebre fins a l'himne que flueix com un torrent; des de la imatge d'un estat d'ànim impregnat de lirisme fins a l'expressió d'un profund dramatisme; des de la plàcida dansa camperola fins a l'ímpetu del moviment accelerat. Les simfonies de Dvořák es distingeixen per la seva inesgotable inventiva i per l'aspecte policrom del seu contingut expressiu. El temperament i la profunda sensibilitat de Dvořák van fer possible el seu ampli èxit internacional.